# 상하이 협력 기구

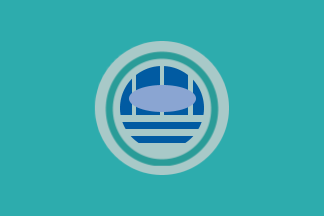
상하이 협력 기구의 깃발

상하이 협력 기구(-協力機構, 영어: Shanghai Cooperation Organization (SCO), 중국어 간체자: 上海合作组织 (上合组织), 정체자: 上海合作組織 (上合組織), 병음: Shànghǎi Hézuò Zǔzhī (Shànghé Zǔzhī) 상하이허쭤쭈즈 (상허쭈즈)[*], 한자음: 상해합작조직, 러시아어: Шанхайская организация сотрудничества (ШОС) 샨하이스카야 오르가니자치야 소트루드니체스트바 (샤오에스)[*], 문화어: 상해 협조 기구)는 유라시아의 정치, 문화, 안전 보장에 관한 국제 기구이다.

## 개요
1996년 4월 26일, 중국 상하이시에서 모인 러시아·중국·카자흐스탄·키르기스스탄·타지키스탄 등 5개국 정상들이 《국경 지대의 군사적 신뢰 강화를 위한 조약》을 체결하면서 상하이 5국(Shanghai Five)이 형성되었다. 이후 2001년 6월 15일, 우즈베키스탄이 합류하면서 상하이 협력 기구로 개편되었다. 2017년 6월 9일에는 인도·파키스탄이, 2023년 7월 4일에는 이란이, 2024년 7월 4일에는 벨라루스가 가입하였다.
상하이 협력 기구는 테러리즘·분리주의·극단주의를 '3대 악(惡)'으로 규정하고 이에 대한 공동 대응을 모색하는 한편 중앙아시아·유라시아의 안전 보장 확립과 회원국 간의 정치·경제·군사·문화 등 폭넓은 분야에서의 협력 강화를 목적으로 한다. 이러한 이유 때문에 상하이 협력 기구가 북대서양 조약 기구(NATO)를 견제하기 위해 만들어졌다고 보는 시각도 있다.
현재 중화인민공화국, 러시아·카자흐스탄·우즈베키스탄·키르기스스탄·타지키스탄·인도·파키스탄·이란·벨라루스 등 10개국은 정회원국, 몽골 등 1개국은 옵서버로서, 투르크메니스탄·독립 국가 연합·동남아시아 국가 연합은 초청 국가·기구로 활동하고 있다. 또한 스리랑카, 튀르키예, 아르메니아, 아제르바이잔, 캄보디아, 네팔, 이집트, 카타르, 사우디아라비아, 바레인, 쿠웨이트, 몰디브, 미얀마, 아랍에미리트는 대화 파트너로 지정되어 있다.

## 회원국

### 정회원국
- 중화인민공화국 (1996년 4월 26일에 가입)
- 러시아 (1996년 4월 26일에 가입)
- 카자흐스탄 (1996년 4월 26일에 가입)
- 키르기스스탄 (1996년 4월 26일에 가입)
- 타지키스탄 (1996년 4월 26일에 가입)
- 우즈베키스탄 (2001년 6월 15일에 가입)
- 인도 (2005년 7월 5일에 준회원국으로 합류, 2015년 6월 10일에 가입 절차 시작, 2017년 6월 9일에 정회원국으로 승격)
- 파키스탄 (2005년 7월 5일에 준회원국으로 합류, 2015년 6월 10일에 가입 절차 시작, 2017년 6월 9일에 정회원국으로 승격)
- 이란 (2005년 7월 5일에 준회원국으로 합류, 2021년 9월 17일에 정회원국 가입 절차 시작, 2023년 7월 4일에 가입[4])
- 벨라루스 (2010년 4월 28일에 준회원국으로 합류, 2022년 9월 16일에 정회원국 가입 절차 시작, 2024년 7월 4일에 가입)

### 준회원국
- 몽골 (2004년 6월 17일에 준회원국로 합류)

아프가니스탄은 2012년 6월 7일에 준회원국으로 합류했으나 2021년에 탈레반의 지배에 들어간 이후부터 비활성 상태이다.

### 대화 파트너
- 스리랑카 (2009년 6월 16일부터 초청 중, 2010년 5월 6일에 대화 동반자로 승인)
- 튀르키예 (2012년 6월 7일부터 초청 중, 2013년 4월 26일에 대화 동반자로 승인)
- 캄보디아 (2015년 7월 10일부터 초청 중, 2016년 4월 16일에 대화 파트너로 승인)
- 아제르바이잔 (2015년 7월 10일부터 초청 중, 2016년 4월 16일에 대화 파트너로 승인)
- 네팔 (2015년 7월 10일부터 초청 중, 2016년 4월 16일에 대화 파트너로 승인)
- 아르메니아 (2015년 7월 10일부터 초청 중, 2016년 4월 16일에 대화 파트너로 승인)
- 이집트 (2021년 9월 16일부터 초청 중, 2022년 9월 14일에 대화 파트너로 승인)
- 카타르 (2021년 9월 16일부터 초청 중, 2022년 9월 14일에 대화 파트너로 승인)
- 사우디아라비아 (2021년 9월 16일부터 초청 중, 2022년 9월 14일에 대화 파트너로 승인)
- 쿠웨이트 (2022년 9월 16일부터 초청 중, 2023년 5월 5일에 대화 파트너로 승인)
- 몰디브 (2022년 9월 16일부터 초청 중, 2023년 5월 5일에 대화 파트너로 승인)
- 미얀마 (2022년 9월 16일부터 초청 중, 2023년 5월 5일에 대화 파트너로 승인)
- 아랍에미리트 (2022년 9월 16일부터 초청 중, 2023년 5월 5일에 대화 파트너로 승인)
- 바레인 (2022년 9월 16일부터 초청 중, 2023년 7월 15일에 대화 파트너 승인)

### 초청 국가 및 기구
- 투르크메니스탄
- 독립국가연합
- 동남아시아 국가 연합
- 유엔

## 사진

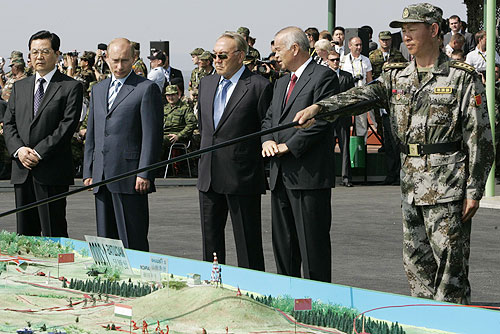
2007년 러시아 첼랴빈스크주에서 진행된 상하이 협력 기구의 합동 군사 훈련을 참관한 각국 정상들
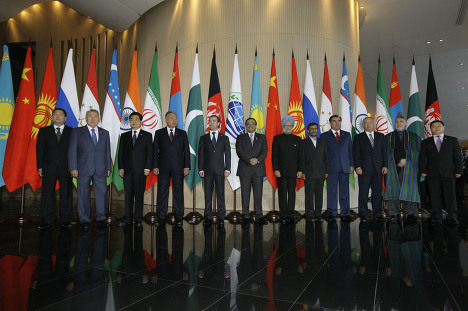
2009년 러시아 예카테린부르크에서 열린 상하이 협력 기구 정상회의에 참석한 각국 정상들

## 같이 보기
- 독립국가연합
- 집단안보조약기구